# گری کول
گری مایکل کول (به انگلیسی: Gary Michael Cole) (متولد ۲۰ سپتامبر ۱۹۵۶) بازیگر آمریکایی است. او در نقش‌ها و در فیلم‌های متعددی ظاهر شده‌است.
از فیلم‌هایی که وی در آن نقش داشته‌است، می‌توان به پاین‌اپل اکسپرس، داج بال: داستان یک بازنده واقعی، کشمکش خوب، برنده یک قرار با تاد همیلتون!، برای زندگی و مرگ و من جاسوس اشاره کرد.

## زندگی شخصی
کول در ۸ مارس ۱۹۹۲ با تدی سیدل ازدواج کرد. نام تنها دختر او اوتیسم است.